# Jill Bakken
Jill Bakken (Portland, 25 de enero de 1977) es una deportista estadounidense que compitió en bobsleigh en la modalidad doble. Participó en los Juegos Olímpicos de Salt Lake City 2002, obteniendo una medalla de oro en la prueba doble (junto con Vonetta Flowers).

## Palmarés internacional
| Juegos Olímpicos | Juegos Olímpicos                | Juegos Olímpicos | Juegos Olímpicos |
| Año              | Lugar                           | Medalla          | Prueba           |
| ---------------- | ------------------------------- | ---------------- | ---------------- |
| 2002             | Salt Lake City (Estados Unidos) | Medalla de oro   | Doble            |